# Гвоздев, Вячеслав Викторович
Вячеслав Викторович Гвоздев (род. 1 июня 1951, Красногорский район, Сахалинская область) — российский государственный деятель и филолог, специалист по французскому языку, кандидат филологических наук, профессор, ректор Курского государственного университета.

## Биография
Родился 1 июня 1951 года в посёлке Дачный Красногорского района Сахалинской области. В 1968 году с серебряной медалью окончил среднюю школу № 10 г. Курска.
В 1973 году с отличием окончил факультет иностранных языков Курского государственного педагогического института (КПГИ, сейчас Курский государственный университет, КГУ). Был направлен на работу учителем в Больше-Долженковскую среднюю школу Октябрьского района Курской области.
С 1975 года работает в КПГИ. Начал работу как лаборант кафедры французского языка, занимал должности преподавателя, декана факультета иностранных языков и проректора по учебной работе. В 1983 году в Московском государственном университете защитил диссертацию «Место пословиц как структурно-семантических образований в языке» и получил учёную степень кандидата филологических наук.
В 1996—2016 годах являлся ректором Курского государственного педагогического университета (КГПУ, бывший КГПИ, позднее КГУ).
Входит в политсовет партии «Единая Россия» по Центральному округу Курска.

## Научная деятельность
Область научной деятельности — проблемы французской филологии.
Является автором 40 научных трудов, в том числе 17 в РИНЦ и 1 в ядре РИНЦ; индекс Хирша по РИНЦ — 2.
Входит в координационный совет по научно-исследовательской работе Федерального агентства по образованию и коллегию комитета образования и науки Курской области, являлся председателем совета ректоров вузов Курска.

## Награды и признание
- Заслуженный работник высшей школы Российской Федерации[1].
- Почётный работник высшего профессионального образования Российской Федерации[1].
- Почётный знак «За особые заслуги перед городом Курском»[1].
- Памятный знак «За труды и Отечество»[1].
- Премия общественного признания «Курская антоновка» в номинации «Человек года-2003»[1].
- Орден «Академической пальмовой ветви» (Франция) «за большой вклад в российско-французские отношения в области образования и науки»[1].
- Отличник просвещения СССР[2].